# Parobisium hesternum
Parobisium hesternum är en spindeldjursart som beskrevs av R. O. Schuster 1966. Parobisium hesternum ingår i släktet Parobisium och familjen helplåtklokrypare. Inga underarter finns listade i Catalogue of Life.